# 젠트리피케이션
젠트리피케이션(영어: gentrification)은 도심 인근의 낙후지역이 활성화되면서 외부인과 돈이 유입되고, 임대료 상승 등으로 원주민이 밀려나는 현상이다. 긍정적인 의미로는, 중하류층이 생활하는 낙후된 구도심에 상류층 주민의 유입을 통해 주거지역이나 고급 상점가가 새롭게 만들어지는 현상이다. 이것은 정치와 도시 계획에서 공통적으로 논의되는 주제이다. 젠트리피케이션은 이웃 지역의 질을 향상시킬 수 있으며, 현재의 거주자 및 사업체를 재배치하여 그들이 저렴한 지역의 주택 및 매장을 찾기 위해 젠트리피케이션된 지역에서 이주하도록 하는 잠재적인 압력을 가지고 있다.
젠트리피케이션은 종종 새롭고 값 비싼 주택, 사업 및 개선된 자원을 개발함으로써 이웃의 인종·민족 구성 및 평균 가구 소득을 이동시킨다. 젠트리피케이션에 대한 논의가 진행됨에 따라, 사회과학 공동체의 많은 사람들이 젠트리피케이션이라는 단어와 관련된 부정적 의미에 의문을 제기했다. 한 가지 예는 젠트리피케이션으로 인해 재산가치와 임대료가 상승하여 저소득층 가구가 지역사회 이동을 겪는다는 것이었다. 그러나 속성 값과 임대 비용이 상승함에 따라 고급 주택가에 있는 저소득층 가정을 위해 고급 주택 관리가 '지역 사회 이동'으로 이어질 수 있다는 것이다. 그러나 사실은 모든 구성원은 각자의 고유한 도전에 직면하게 되며, 따라서 이동의 이유 또한 구성원마다 제각각이다.
젠트리피케이션 과정은 전형적으로 특정 환경에 대한 관심의 증가로 인하여 더 높은 소득 및 사회적 지위를 가진 사람들이 저비용 지역 또는 인근 지역으로 이동함으로써 시작된다. 젠트리피케이션을 유발하는 초기의 주체는 저소득 예술가들이나 보헤미안일 수 있는데, 이들은 어떤 지역의 매력을 높일수 있는 사람들이다. 다음 단계에서는 그 사회의 투자가 증가하고 부동산 개발 사업지 지방 정부 또는 지역 활동가 등에 의하여 기반시설이 개선되며, 범죄율이 하락한다. 이러한 잠재적 이득 외에도, 젠트리피케이션은 인구 이동성을 증가시킨다.

## 한국의 경우
특히 한국에서는 상업지역의 재활성화와 함께 급격한 임대료 상승에 따른 기존 소규모 임차인의 비자발적인 이동과 함께 대형 프랜차이즈의 잠식현상이 발생, 즉 상업 젠트리피케이션(commercial gentrification)으로 확장되고 심화되고 있다. 이런 상업 젠트리피케이션은 관광 젠트리피케이션(tourism gentrification)의 성격을 가미하기도 한다.상업지역의 젠트리피케이션은 대중소비보다는 개인화된 소비로 상업시설의 고급화를 촉진하게 된다. 이러한 과정 속에서 기존 상가의 정체성과 고유성을 가진 상점들이 감소하게 되고 장소성의 변형이 나타나게 된다. 반대로 미국에서는 상업지역이 대규모 주택단지로 변하는 현상이 발생하고 있다. 홍대거리가 젠트리피케이션의 대표적 사례로 꼽힌다.
2019년 2월, JTBC의 뉴스에서는 서울에서 젠트리피케이션이 나타나고 있는 곳으로 삼청동, 경리단길, 이태원, 가회동을 보도하였다. 기존 지역상권에 관광객이 늘어나자 상가의 지대도 같이 상승하였으며, 이에 따라 기존 상인들이 임대료를 감당하지 못하고 떠나 빈 상가가 늘어나고 있다는 내용이다.

## 도시 재생
국가권력에  의하지 않은 폭압적 도시 재생, 대기업에 의한 투기적 도시 재생 등 '젠트리화에 따른 전치’ 현상은 도시 재생의 일상적 풍경이지, 결코 젠트리화의 특수성이라고 단언할 수 없다. 또한 도시 재생은 언제나 도시 공간의 소유·개발·이용을 둘러싸고 다양한 사회세력들 간의 다툼을 불러일으키며, 이들 간의 역학관계에 따라 힘 있는 사회세력에 의한 공간 장악과 취약한 사회세력의 축출을 초래해 왔다. 문화적 행위자들의 활동은 미학적 도시 재생을 통해 ‘대안적 생활양식’을 지향한다는 점에서, 자본주의적 도시화 경로를 벗어나려는 시도로 읽힐 소지가 있지만, 도시 재생을 기다리는 낙후 지역이나 노후 지역에서 잠시 반짝 등장하는 ‘틈새 전략’ 이상이기 어렵다고 볼 수 있다.

## 같이 보기
- 젠트리